# La Elipa (metropolitana di Madrid)
La Elipa è una stazione della linea 2 della metropolitana di Madrid.
Si trova sotto l'Avenida del Marqués de Corbera, nel distretto di Ciudad Lineal.

## Storia
Inaugurata il 16 febbraio 2007, fu capolinea della linea fino al 16 marzo 2011 quando venne aperto il nuovo tratto della linea 2 fino a Las Rosas.

## Accessi
Vestibolo La Elipa
- Avda. Marqués de Corbera Avenida del Marqués de Corbera, 56
- Ascensore Avenida del Marqués de Corbera, 58